# Teddy Walter

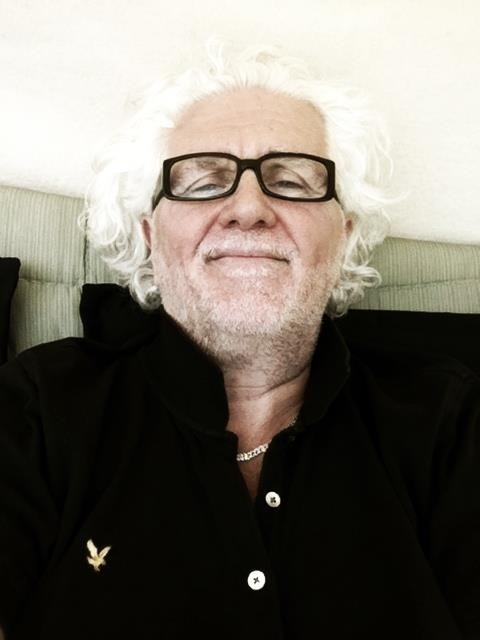
Teddy Walter

Teddy Walter, född 10 december 1955, är en svensk musiker (basist). 
Efter studier för professor Thorvald Fredin vid Kungliga Musikhögskolan i Stockholm 1975-1979 fortsatte Walter att arbeta som SAMI-stipendiat och senare som fast vikarie på Kungliga Operan i Stockholm 1978-1980. Parallellt med studierna ägnade sig också Walter åt improvisationsmusik vilket ledde till medlemskap i jazzgruppen EGBA 1980-1983 och Jojje Wadenius Group 1983-1985.
Från mitten på 1980-talet var han en flitig gäst i Radiojazzgruppen, bland andra med Ulf Adåker, Palle Mikkelborg, George Russel, Eje Thelin och Mike Westbrook som orkesterledare/kompositörer. I diverse konsertsammanhang har han samarbetat med tongivande musiker som Tommy Körberg, Mats Bergström, Tommy Berndtsson, Hector Bingert, Håkan Broström, Lennart Gruvstedt, Jonas Holgersson, Nils Landgren, Magnus Lindgren, Joakim Milder, Stefan Nilsson, Anders Paulsson, Janne Schaffer, Annika Skoglund, Bobo Stenson, Viktoria Tolstoy, Jojje Wadenius, Jan Wallgren, Bengt-Arne Wallin och Lennart Åberg. Även med internationella namn som besökt Sverige: Peter Cetera, Tim Hagans, Herbie Hancock, Don Menza, Bob Mitzer,  Toots Thielemans och Michail Urbaniak.
Som ”studiomusiker” på skiva och/eller television har han arbetat med artister som Hasse Alfredson, Marie Bergman, Eva Dahlgren, Håkan Hagegård, Sonya Hedenbratt, Maritza Horn, Claes Jansson, Tommy Körberg, Erik Borelius, Nils Landgren, Anna-Lotta Larsson, Lill Lindfors, Carola, Christer Boustedt, Ola Magnell, Marie Bergman, Siw Malmkvist, Lisa Nilsson, Lena Nyman, Povel Ramel, Mats Ronander, Sanne Salomonsen, Mikael Samuelson, Barbro Svensson, Sven-Bertil Taube, Finn Kalvik, Svante Thuresson, Monica Törnell, Magnus Uggla, Cornelis Vreeswijk, Putte Wickman, Rolf Wikström, Bruno K Öijer med flera.
Walter har även medverkat på en mängd filmmusikinspelningar där kompositörer som Carl-Axel Dominique, Gunnar Edander, Stefan Nilsson, Georg Riedel och Jan Tolf bör nämnas.
På Televisionen har han bl.a. medverkat i program som; Hylands hörna, Notknäckarna, Dabrowski, Grammisgalan, Loffe på Circus, Carlssons kula, Lönnå med gäster, Sista skriket, Bumerang, TV4 Nyhetsmorgon & Go'kväll.
År 1993 återupptog Walter sin ”konstmusikaliska” karriär och började åter arbeta på Kungliga Operan. Två år senare flyttade han till Lund och är numera verksam på Malmö Opera som kontrabasist samt i div. frilansuppdrag runt om i landet.
Dec 2020 pensionerar han sig från Malmö Opera efter nästan 25 år och ämnar ägna sig åt annan typ av musik igen.